# 堀川具孝
堀川 具孝（ほりかわ ともたか）は、南北朝時代の公卿。内大臣・堀川具親の二男。初名は具貫。官位は従三位・権中納言、左衛門督、検非違使別当。

## 経歴
以下、『公卿補任』、『尊卑分脈』の内容に従って記述する。
- 元徳2年（1329年）1月5日、従五位下に叙せられる[2]。
- 正慶元年/元弘2年（1332年）8月17日、従五位上に昇叙。
- 元弘3年/正慶2年（1333年）12月20日、侍従に任ぜられる。
- 暦応2年/延元3年（1338年）1月13日、讃岐権介を兼ねる。同年12月30日、左少将に任ぜられ、同日正五位下に昇叙。
- 暦応3年/延元4年（1339年）11月30日、従四位下に昇叙。
- 康永元年/興国3年（1342年）12月21日、従四位上に昇叙。
- 康永2年/興国4年（1343年）5月11日、正四位下に昇叙。
- 康永3年/興国5年（1344年）1月14日、讃岐権介を止める。同年3月21日、左中将に転任。
- 康永3年/興国5年（1344年）7月29日、参議に任ぜられる。左中将は元の如し。同年9月23日、右兵衛督に移る。
- 貞和2年/正平元年（1346年）1月6日、従三位に叙せられる[3]。同年2月21日、播磨権守を兼ねる。
- 貞和5年/正平4年（1349年）、具孝に改名。同年8月13日、権中納言に転任。10月16日、左衛門督に転任し検非違使別当に補せられる。
- 貞和6年/正平5年（1350年）12月、検非違使別当を辞す。
- 文和2年/正平8年（1353年）8月6日、左衛門督を止められる。
- 文和3年/正平9年（1354年）7月21日、28歳で出家。